# Parafia Świętego Ducha we Wrześni
Parafia Świętego Ducha we Wrześni – rzymskokatolicka parafia leżąca w granicach dekanatu wrzesińskiego II. Erygowana w 1960. Kościół parafialny zbudowany został w latach dziewięćdziesiątych XIX wieku.

## Rys historyczny
Parafia powstała w 1960 roku dekretem księdza prymasa Stefana Wyszyńskiego.

## Dokumenty
Księgi metrykalne: 
- ochrzczonych od 1960 roku
- małżeństw od 1960 roku
- zmarłych od 1960 roku